# 希德 (涅夫勒省)
希德（法語：Chiddes，法語發音：[ʃid]）是法国涅夫勒省的一个市镇，属于希农堡（城）区。

## 地理
希德（46°51'40"N, 3°56'26"E）面积26.04 平方千米，位于法国勃艮第-弗朗什-孔泰大區涅夫勒省，该省份为法国中部省份，北至约讷省，西北接卢瓦雷省，西接谢尔省，南至阿列省，东南接索恩-卢瓦尔省，东临科多尔省。
与希德接壤的市镇（或旧市镇、城区）包括：维拉普松、阿夫雷、拉罗谢米莱、米耶、塞姆莱。

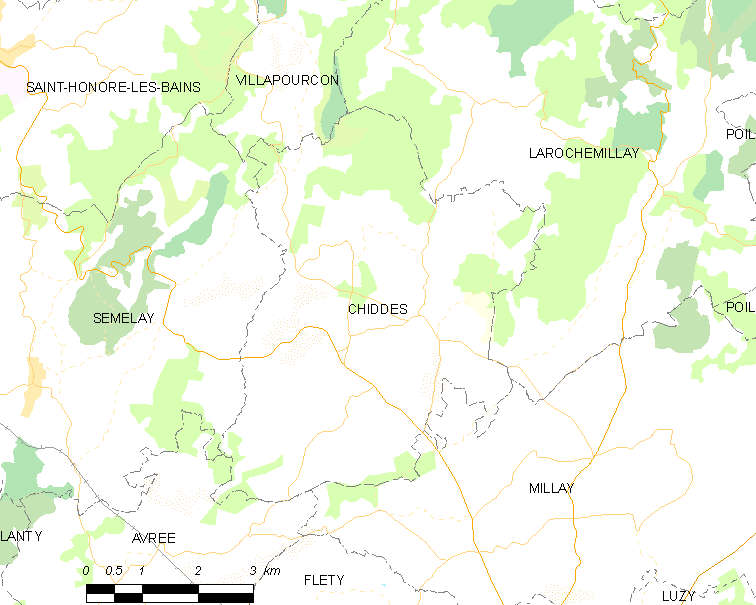
的OSM定位图

希德的时区为UTC+01:00、UTC+02:00（夏令时）。

## 行政
希德的邮政编码为58170，INSEE市镇编码为58074。

## 政治
希德所属的省级选区为吕济县。

## 人口

1962-2008年间人口变化图示

希德于2022年1月1日时的人口数量为353人。